# 平勝伊
平 勝伊（たいら かつい、1973年12月19日 -）は日本の男性声優。PACage所属。福岡県出身。

## 人物
高校時代に柔道で鍛え上げていた粘り強さと、独特のハスキーボイスで注目されたこともあり、声優としての活動を始める。
2025年3月31日、オフィスPACが法人解散するにあたり、所属メンバーで設立したPACageに移籍した。
特技は柔道、水泳。資格は床上式クレーン運転免許。

## 出演作品
※太字はメインキャラクター

### テレビアニメ
- N・H・Kにようこそ!（テレビ、同級生、番頭、千葉 他）
- エンジェル・ハート（記者B）
- 銀河鉄道物語 〜永遠への分岐点〜（アル、隊員A、客B 他）
- CLUSTER EDGE（ボディーガード）
- 結界師（手下）
- COBRA THE ANIMATION（牢兵）
- テラフォーマーズ（ジャレッド・アンダーソン）
  - テラフォーマーズ リベンジ（ジャレッド・アンダーソン）
- 東京魔人學園剣風帖 龖（醍醐雄矢）
  - 東京魔人學園剣風帖 龖 第弐幕（醍醐雄矢）
- バジリスク 〜甲賀忍法帖〜（鵜殿丈助[6]、伊賀衆、甲賀忍者 他）
- FAIRY TAIL（エバルー公爵、アリア）
- 忘却の旋律（岬の人々）
- WHITE ALBUM（平良木）
- 焼きたて!!ジャぱん（観客、ギャラリー、酒店の店主）
- 吉宗（青山孝太郎、オロチ丸 他）
- ロケットガール（記者）
- プレイボール（隣のおじさん）
- ゾンビランドサガ リベンジ（担当者A）

### OVA
- FAIRY TAIL 〜妖精学園 ヤンキー君とヤンキーちゃん〜（アリア）

### 吹き替え
- ER緊急救命室
  - シーズンⅨ #5（ラルフ〈スコット・ラビノウィッツ〉、#19（ウィリアム〈ブレンダン・マコルヴァー・フレミング〉）
  - シーズンⅩⅢ #20（ジョニー〈ネスター・ロドリゲス〉）
- 16ブロック ※ソフト版
- スズメバチ ※テレビ東京版
- チャームド 〜魔女3姉妹〜
- ドクター・フー
- 名探偵モンク
- ワールド・トレード・センター

### ドラマCD
- 月は闇夜に隠るが如く（テツの父親）